# Out of Control (песня Hoobastank)
«Out of Control» — первый сингл американской рок-группы Hoobastank с альбома The Reason.

## Характеристика
«Out of Control» показал с точки зрения звучания агрессивную сторону группы. Песня стала последним треком, записанным для альбома The Reason. «Несколько песен на этой пластинке — о религии и моём полном отсутствии интереса к ней. В „Out of Control“ поётся на том, как открыть глаза после того, как вы были ослеплены преданностью чему-то. И это касается не только религии — бывает так, что человек полностью отдаёт свою жизнь работе, а в итоге чувствует себя потерянным и, ну, потерявшим контроль)» — говорит Робб.
В записи бэк-вокала приняли участие Иан Уоткинс и Джейми Оливер из Lostprophets.

## Список композиций
| №  | Название                            | Длительность |
| -- | ----------------------------------- | ------------ |
| 1. | «Out Of Control»                    | 2:44         |
| 2. | «Out Of Control (Call Out Hook)»    | 0:15         |
| 3. | «Out Of Control (Call Out Hook #2)» | 0:12         |

## Чарты
| Чарт                                  | Позиция |
| ------------------------------------- | ------- |
| U.S. Alternative Songs                | 9       |
| U.S. Billboard Mainstream Rock Tracks | 16      |